# Veľké Kapušany
Veľké Kapušany, ungarisch Nagykapos (bis 1927 slowakisch auch „Kapušany“) ist eine Stadt im äußersten Osten der Slowakei in der Ostslowakischen Tiefebene, nahe der Grenze zur Ukraine. Sie hat einen relativ hohen ungarischsprachigen Bevölkerungsanteil.

## Allgemeines

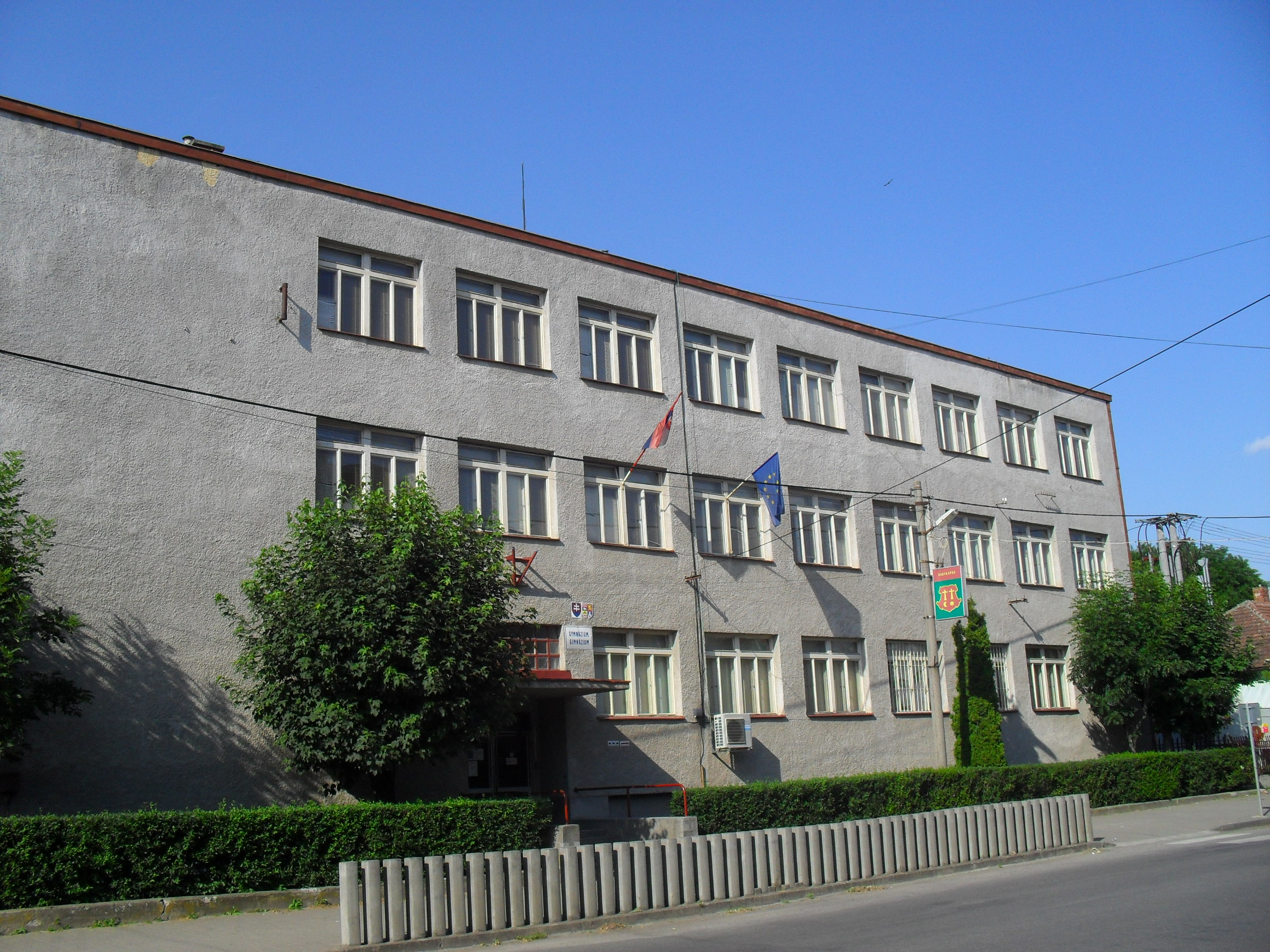
Gebäude des Gymnasiums

Die Stadt liegt in einer flachen Ebene im Ostslowakischen Tiefland zwischen den Flüssen Uh im Norden, dem Laborec im Westen und der Latorica im Süden. An der Stadt vorbei führt die Breitspurstrecke Uschhorod–Košice, diese ist wichtig für die Wirtschaft im Ort, die vor allem holzverarbeitende Industrie, Lebensmittel- und Baustoffindustrie umfasst. Daneben gibt es noch eine ganze Reihe slowakischer und ungarischer Bildungseinrichtungen.
In den vielen mittlerweile unansehnlichen Neubaublöcken – Überbleibsel aus kommunistischer Zeit – wohnen derzeit viele arme Romafamilien; die übrigen Bewohner besiedeln eher den Stadtrand in moderneren Häusern.
Durch seine eher unbedeutende geschichtliche Rolle gibt es verhältnismäßig wenig Sehenswürdigkeiten im Ort. Zu erwähnen ist die barock-klassizistische reformierte Toleranzkirche von 1787 (1922 umgebaut). Trotz der relativ großen jüdischen Gemeinde im Ort gibt es keine Synagoge, jedoch existiert ein schwer in Mitleidenschaft gezogener jüdischer Friedhof am Rand der Stadt.

## Geschichte

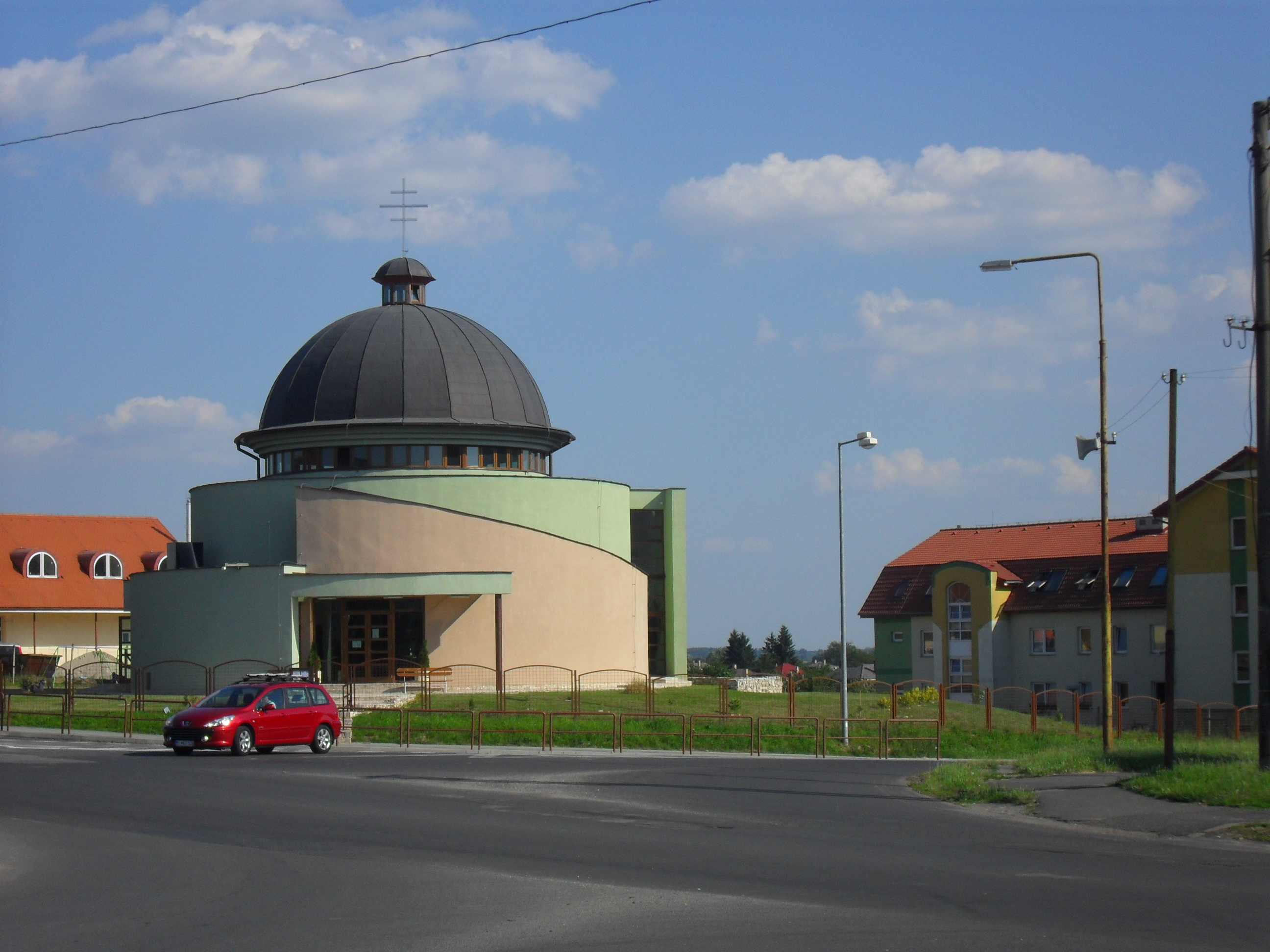
Eine moderne Kirche im Ort

Das Gebiet der Stadt ist ein alter Siedlungsplatz aus der Jungsteinzeit und wurde im 11. und 12. Jahrhundert als Wachsiedlung begründet.
Der Ort wurde 1211 zum ersten Mal schriftlich als Kapos, 1214 als Copus erwähnt und erhielt 1430 das Stadtrecht. Der Name des Ortes leitet sich vom ungarischen Wort kapu (deutsch etwa „Tor“) ab. Sie war nach Ungvár/Uschhorod die zweitgrößte Stadt des Komitats Ung, zu dem sie im Königreich Ungarn gehörte und diente sehr oft als Durchgangsort oder dauerhafte Niederlassung für die von Ost nach West wandernden Menschen (Deutsche, Russinen, Polen, Ungarn und andere).
Der Ort fiel nach dem Ersten Weltkrieg als Teil der Slowakei an die Tschechoslowakei, kam allerdings 1938 bis 1945 durch den Ersten Wiener Schiedsspruch an Ungarn zurück.
Durch den Einmarsch der Deutschen 1944 kam es zur Verfolgung und Deportation der in der Stadt ansässigen jüdischen und Romabevölkerung, eine Gedenktafel auf dem Marktplatz erinnert daran.

## Bevölkerung
| Jahr                | 1994 | 2004    | 2014    | 2024    |
| ------------------- | ---- | ------- | ------- | ------- |
| Anzahl der Personen | 9786 | 9536    | 9235    | 8347    |
| Unterschied         |      | −2,55 % | −3,15 % | −9,61 % |

| Jahr                | 2023 | 2024    |
| ------------------- | ---- | ------- |
| Anzahl der Personen | 8479 | 8347    |
| Unterschied         |      | −1,55 % |

## Stadtgliederung
Offiziell besteht die Stadt aus den Teilen Veľké Kapušany und Veškovce (ungarisch Veskóc, 1964 eingemeindet). Čepeľ (ungarisch Ungcsepely) und Malé Kapušany (ungarisch Kiskapos) wurden 1914 eingemeindet.

## Persönlichkeiten
- János Erdélyi (1814–1868), ungarischer Schriftsteller, Philosoph und Ethnograf
- Géza Gábor Herczegh (1928–2010), ungarischer Jurist

## Partnerstädte
- Elek, Ungarn
- Sebiș, Rumänien
- Radymno, Polen
- Swaljawa, Ukraine